# Here and Now (film)
Pour les articles homonymes, voir Here and Now.
Pour plus de détails, voir Fiche technique et Distribution.
Here and Now est un film dramatique américain réalisé par Fabien Constant, sorti en 2018.

## Synopsis
Une célèbre chanteuse de jazz new-yorkaise, Viviane, ne vit que pour son art et ne dépend de personne. Mais sa vie est chamboulée lorsque des résultats d'examens médicaux lui annoncent qu'elle est atteinte d'un cancer du cerveau. Profondément atteinte, elle doit remettre en cause ses projets dont notamment sa future tournée mondiale. Lors des prochaines 24 heures, elle va devoir la gérer avec son manager de longue date mais elle devra également renouer les liens avec ses proches, dont sa mère Jeanne et son ancien mari Nick. Elle tente de partager un moment intime avec eux avant de leur annoncer son état de santé alarmant...

## Fiche technique
- Titre original et français : Here and Now
- Réalisation : Fabien Constant
- Scénario : Laura Eason
- Photographie : Javier Aguirresarobe
- Montage : Malcolm Jamieson
- Musique : Amie Doherty
- Production : Alison Benson, Andrea Iervolino, Sarah Jessica Parker et Monika Barcadi
- Sociétés de production : AMBI Group, Big Indie Pictures et Pretty Match Productions
- Société de distribution : Paramount Pictures
- Pays de production :  États-Unis
- Langue originale : anglais
- Format : couleur
- Genre : drame
- Durée : 91 minutes
- Dates de sortie : 
  - États-Unis : 9 novembre 2018
  - France : 6 mars 2019 (DVD)

## Distribution
- Sarah Jessica Parker (VF : Martine Irzenski) : Viviene Carala
- Simon Baker (VF : Thierry Ragueneau) : Nick
- Common (VF : Bruno Henry) : Ben
- Taylor Kinney (VF : Thomas Roditi) : Jordan
- Waleed Zuaiter (VF : Jean-Pascal Quilichini) : Sami
- Jacqueline Bisset (VF : Béatrice Delfe) : Jeanne
- Renée Zellweger (VF : Odile Cohen) : Tessa
- Gus Birney (VF : Angèle Humeau) : Lucie
- Mary Beth Peil (VF : Mireille Delcroix)  : Dr Marianne Holt
- Michael Potts : Ray
- Phillipa Soo (VF : Anouck Hautbois) : Oona
- Venida Evans : la femme âgée
- Cliff Moylan : Joey